# Воля-Пражмовська
Воля-Пражмовська (пол. Wola Prażmowska) — село в Польщі, у гміні Пражмув Пясечинського повіту Мазовецького воєводства.
Населення — 340 осіб (2011).
У 1975-1998 роках село належало до Варшавського воєводства.

## Демографія
Демографічна структура станом на 31 березня 2011 року:
|          | Загалом | Допрацездатний вік | Працездатний вік | Постпрацездатний вік |
| -------- | ------- | ------------------ | ---------------- | -------------------- |
| Чоловіки | 178     | 34                 | 125              | 19                   |
| Жінки    | 162     | 29                 | 92               | 41                   |
| Разом    | 340     | 63                 | 217              | 60                   |